# 喬卡山
10°42′48″N 37°50′54″E / 10.71333°N 37.84833°E

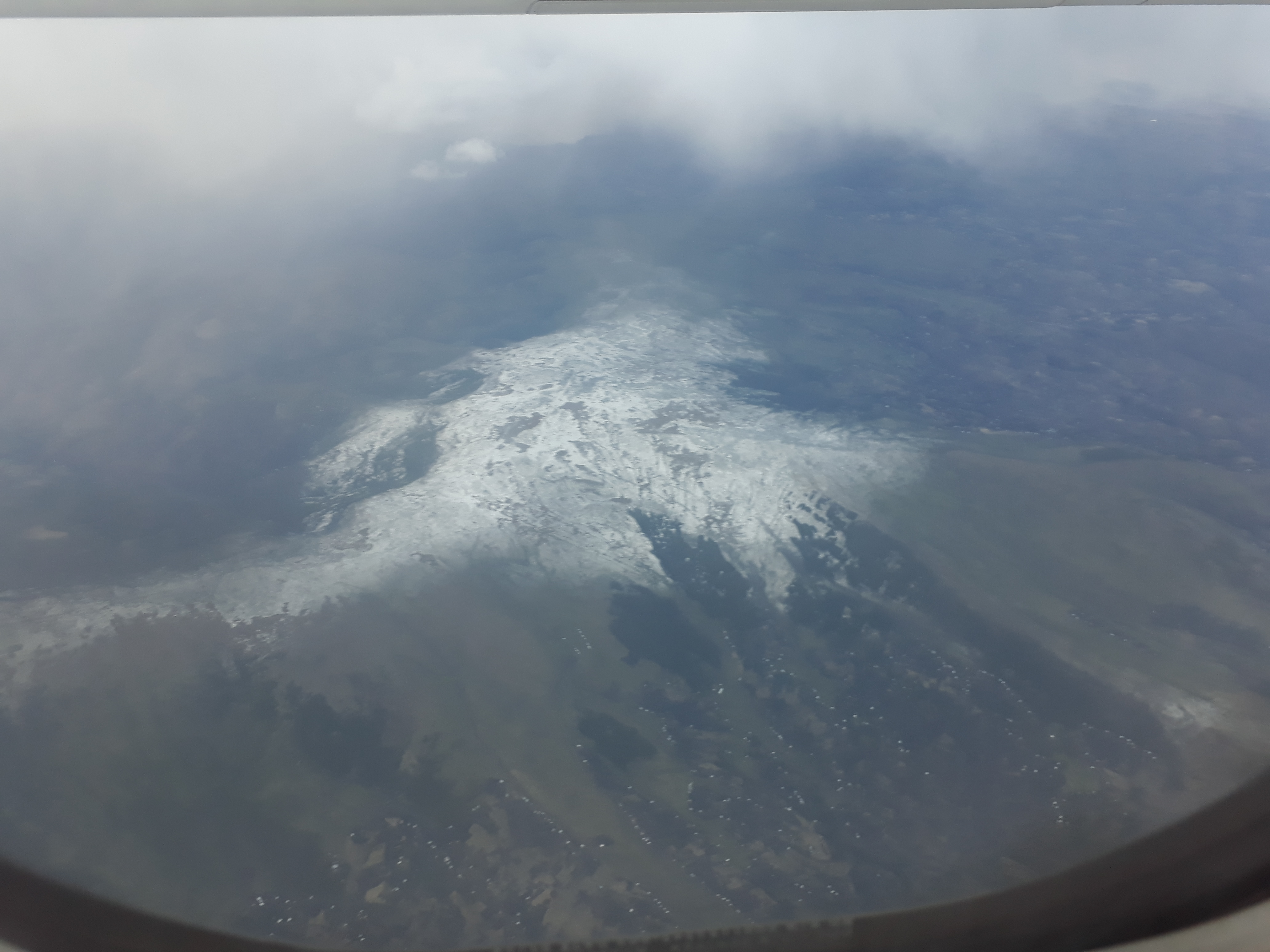

喬卡山是埃塞俄比亞的山峰，位於該國北部阿姆哈拉州，處於塔納湖以南，海拔高度4,100米，是該國最高的山峰之一，該山峰和鄰近地區缺乏植被。